# Subsecretari de stat în Guvernul Nicolae Rădescu
În Guvernul Nicolae Rădescu au fost incluși și subsecretari de stat, provenind de la diverse partide.

## Subsecretari de stat
- Subsecretar de stat la Președinția Consiliului de Miniștri (pentru organizarea statului, a statisticii și inventarului)

Sabin Manuilă (6 decembrie 1944 - 28 februarie 1945)
- Subsecretar de stat la Președinția Consiliului de Miniștri (pentru aprovizionare)

Lucian Burchi (6 decembrie 1944 - 28 februarie 1945)
- Subsecretar de stat la Ministerul de Interne (pentru Siguranța Statului)

General Virgil Stănescu (6 decembrie 1944 - 28 februarie 1945)
- Subsecretar de stat la Ministerul de Interne (pentru Administrație)

Dimitrie Nistor (6 decembrie 1944 - 28 februarie 1945)
- Subsecretar de stat la Ministerul de Interne (pentru Administrație)

Teohari Georgescu (6 decembrie 1944 - 28 februarie 1945)
- Subsecretar de stat la Ministerul de Finanțe

Emil Ghilezan (6 decembrie 1944 - 28 februarie 1945)
- Subsecretar de stat la Ministerul Educației Naționale

Victor Papacostea (6 decembrie 1944 - 28 februarie 1945)
- Subsecretar de stat la Ministerul Educației Naționale

Dumitru Căpățâneanu (6 decembrie 1944 - 28 februarie 1945)
- Subsecretar de stat la Ministerul de Război (pentru Armata de Uscat)

General Dumitru Petrescu (6 decembrie 1944 - 28 februarie 1945)
- Subsecretar de stat la Ministerul de Război (pentru Marină)

Contraamiral Roman August (6 decembrie 1944 - 28 februarie 1945)
- Subsecretar de stat la Ministerul de Război (pentru Aviație)

General Gheorghe Vasiliu (6 decembrie 1944 - 28 februarie 1945)
- Subsecretar de stat la Ministerul Producției de Război

Constantin Zamfirescu (6 decembrie 1944 - 28 februarie 1945)
- Subsecretar de stat la Ministerul Agriculturii și Domeniilor

Romulus Zăroni (6 decembrie 1944 - 28 februarie 1945)
- Subsecretar de stat la Ministerul Economiei Naționale

Tudor Ionescu (6 decembrie 1944 - 28 februarie 1945)
- Subsecretar de stat la Ministerul Comunicațiilor

Mihail Răutu (6 decembrie 1944 - 28 februarie 1945)

## Sursa
- Stelian Neagoe - "Istoria guvernelor României de la începuturi - 1859 până în zilele noastre - 1995" (Ed. Machiavelli, București, 1995)
- Rompres Arhivat în 27 septembrie 2007, la Wayback Machine.